# حسام‌الدین وکیل‌پور
حسام‌الدین وکیل پور از سیاستمداران ایرانی بود، که در دوره‌  هفدهم بعنوان نماینده جهرم در مجلس شورای ملی حضور داشت.